# Eleccions legislatives franceses de 1968
Les eleccions legislatives franceses de la quarta legislatura de la Cinquena República es van celebrar els dies 23 i 30 de juny de 1968, després de la dissolució de l'Assemblea Nacional per decret de 30 de maig de 1968, després de la crisi provocada pels fets del maig de 1968.
| Partits                      | Partits                                          | Sigles | Vots (1a volta) | % (1a volta) | Escons (2a volta) |
| ---------------------------- | ------------------------------------------------ | ------ | --------------- | ------------ | ----------------- |
|                              | Unió per la Defensa de la República              | UDR    | 8 442 413       | 38,1         | 294               |
|                              | Progrés i Democràcia Moderna                     | PDM    | 2 289 849       | 10,3         | 27                |
|                              | Republicans Independents                         | RI     | 1 225 119       | 5,5          | 64                |
|                              | Divers droite                                    | DVD    | 917 753         | 4,1          | 9                 |
|                              | Majoria presidencial & PDM                       |        | 12 875 134      | 58,1         | 394               |
|                              |                                                  |        |                 |              |                   |
|                              | Partit Comunista Francès                         | PCF    | 4 434 832       | 20,0         | 34                |
|                              | Federació de l'Esquerra Demòcrata i Socialista   | FGDS   | 3 660 250       | 16,5         | 57                |
|                              | Partit Socialista Unificat                       | PSU    | 873 581         | 3,9          | -                 |
|                              | Esquerra parlamentària                           |        | 9 132 145       | 41,2         | 91                |
|                              |                                                  |        |                 |              |                   |
|                              | Divers i sense etiqueta                          |        | 111 200         | 0,5          | -                 |
|                              | Aliança Republicana pel Progrés i les Llibertats | ARPL   | 28 736          | 0,1          | -                 |
|                              |                                                  |        |                 |              |                   |
|                              | Total                                            |        | 22 147 215      | 100          | 485               |
| Abstenció: 20% després 22,2% |                                                  |        |                 |              |                   |

## Composició de l'Assemblea Nacional
| Grup         | Membres | Afins | Total | %     |
| ------------ | ------- | ----- | ----- | ----- |
| UDR          | 270     | 23    | 293   | 60,16 |
| RI           | 57      | 4     | 61    | 12,52 |
| FGDS 4       | 57      | 0     | 57    | 11,70 |
| Comunista    | 33      | 1     | 34    | 06,98 |
| PDM          | 30      | 3     | 33    | 06,78 |
| Non inscrits | 9       | -     | 9     | 01,85 |
| Total        | 456     | 31    | 487   | 100,0 |

## Diputats per laCatalunya del Nord
- 1a Circumscripció – Paul Alduy (FGDS)
- 2a Circumscripció – Arthur Conte (UDR)